# 阪和興業
阪和興業株式会社（はんわこうぎょう、英: HANWA CO.,LTD）は、大阪府大阪市中央区を本社とする独立系の大手商社である。鉄鋼、鉄鋼原料、建材、非鉄金属、エネルギー、化学品、生活資材、食品、木材、セメント、機械の輸出入を国内19拠点および海外23ヵ国49拠点に幅広く事業展開をしている。
2023年3月期の連結売上高は2兆6,682億円。連結従業員数は5,442名（単独：1,562名)であり、実際の本社業務は東京本社で行われている。
同じく大阪に本社を置く伊藤忠商事、岩谷産業、長瀬産業などと並ぶ大手商社の一つである。

## 概要
鉄鋼を始めとして、非鉄金属・食品・エネルギー・化学品・生活資材・木材・機械などの分野を取り扱っている。「流通のプロ集団」を掲げて独立系である強みを生かした系列に縛られない自由な事業展開を進める。
- 鉄鋼分野では、ゼネコン向けの建材やメーカー向けの鋼板など幅広く鋼材並びに鉄鋼二次製品を取り扱っている。日本製鉄の有力指定問屋から構成される親睦団体の十日会に加盟。また、大型自社倉庫による鋼材の在庫販売や、インターネット上の鉄鋼取引サイトを立ち上げている
- 資源ビジネスでは、南アフリカの金属鉱山会社に40億円を投資して鉱物の独占販売権を獲得した他、フェロクロムやクロム鉱石事業への参入を目的にフィンランドの現地企業に約120億円の大型投資を行った。また、銅、アルミニウム、亜鉛、鉛、錫、貴金属等のリサイクル事業にも精力的に取り組んでいる。
- 電気自動車（EV）向け電池並びに蓄電池産業において多面的な事業機会創出のため、2021年4月に「電池チーム」を新設。EV向け市場が拡大すると見込まれるリチウムイオン電池向け原料の取扱の他、電池関連製品の売買や電池のリサイクルなどサプライチェーンの全ての局面での取組を深めている。二次電池の正極材に必要なニッケル及びコバルトの化合物を製造する大規模プロジェクトに参加するなど、積極的に出資参画も行っている。
- エネルギー・生活資材分野では、重油・LNG等の産業用燃料や世界各港で船舶用エネルギーを供給。また、再生可能エネルギーであるPKS（Palm Kernel Shell、ヤシ殻）、林地残材、欧米・東南アジアのウッドペレット等の木質系バイオマス燃料を発電事業者向けに輸入販売。2019年には専用の輸送船「MIDORI号」を新造。インドネシアでのウッドペレットの製造プランテーション事業にも参画しており安定供給の取り組みを進めている。 化学品分野では基礎化学品は尿素・メラミン・肥料原料等、機能化学品はポリアルファオレフィン（PAO）や脂肪酸エステル等の合成油やEO誘導品、化粧品原料、樹脂・ゴム原料等を取り扱う。その他バイオマスケミカル、プラスチックやタイヤ分解油等のマテリアルリサイクル品の開発やトレーディングを行っており2023年にはISCC Plus認証を取得。また、リサイクル分野として古紙輸出入、RPFの製造も行う。生活資材では合成樹脂原料やポリエチレン製品のレジ袋・ゴミ袋等のプラスチック製品などを取扱っている。
- 食品分野では、伝統的にエビ、アジ、サケ、カニなどの輸入水産物に強く、取扱いの商品も多い。水産物以外では鶏肉等を取り扱っている。
- 機械分野では、産業機械だけでなく遊戯機械も取扱い、東京ドームシティ、EXPOCITY等への納入実績がある。高さ日本一の観覧車「REDHORSE OSAKA WHEEL」の設計・製作を手掛けた。
- 木材分野では、住宅建材向けの木材製材品・合板などの輸入・販売を行っている。

### その他
2010年度から始まった三カ年の第六次中期経営計画では、「激動する環境変化に適応し、独自性の高い揺るぎなき事業基盤と収益構造を構築する」ことをテーマに掲げている。勝ち残りを賭けた成長戦略として、第一にユーザーの視点に立つ「オンデマンド型」サービスを更に徹底し、他社と差別化することを目指す。また、年間100億円程度を目安に戦略的な事業投資を推進する。具体的には、海外での加工機能強化を目的とする設備投資の他、国内では取引先からの提案を前提にしてM&Aを進めることを視野に入れている。
2006年より、阪神甲子園球場の球場案内看板と東京ドームの外壁に、企業看板広告を掲示している。

## 事業所
本社・支社所在地
- 大阪本社 大阪市中央区伏見町4-3-9 HK淀屋橋ガーデンアベニュー
- 東京本社 東京都中央区築地1-13-1 銀座松竹スクエア
- 名古屋支社 名古屋市中村区名駅1-1-1 JPタワー名古屋35階

拠点
- 国内16拠点
大阪、東京、名古屋、北海道（札幌、釧路)、東北（仙台、八戸）、新潟、北関東（高崎）、水戸、いわき、厚木、静岡、岡山、中国（広島）、九州（福岡）、沖縄（那覇）
- 海外23ヵ国49拠点
ニューヨーク、シカゴ、シアトル、ヒューストン、ロサンゼルス、バンクーバー、サンディエゴ、メキシコシティ、セラヤ、サンティアゴ、ボゴタ、ソウル、釜山、北京、天津、大連、青島、上海、重慶、福州、武漢、広州、東莞、中山、太倉、贛州、香港、台北、高雄、バンコク、クアラルンプール、シンガポール、ヤンゴン、ハノイ、ホーチミン、ジャカルタ、ムンバイ、ニューデリー、チェンナイ、ロンドン、ウィーン、アムステルダム、ドバイ、クウェート、リヤド、ジェッダ、ダンマン、イスタンブール、ヨハネスブルグ
※支店・事務所、現地法人・子会社、駐在員事務所（その他事業会社は含まない）

## 沿革
- 1946年 - 安宅産業を退職した北二郎によって阪和商会として設立。
- 1947年 - 阪和興業として創立。
- 1953年 - 中国との貿易を開始。
- 1963年 - 大阪証券取引所の第二部に上場。
- 1964年 - 香港に香港事務所を設立。
- 1965年 - アメリカにニューヨーク事務所を設立。
- 1970年 - 東京証券取引所の第二部に上場。
- 1971年 - 東証・大証で第一部に指定。
- 1971年 - 東京支社新社屋の完成。
- 1975年 - イギリスにロンドン事務所を設立。
- 1976年 - マレーシアにクアラルンプール事務所を設立。
- 1976年 - ハンワ・アメリカン・コーポレイション、ヒューストン支店を開設。
- 1976年 - 阪和泰国株式会社を設立。
- 1977年 - リヤド事務所を設立。
- 1978年 - 台北事務所を設立。
- 1980年 - 新日本製鐵の「十日会」へ加入。
- 1982年 - ジェッダ事務所を設立。
- 1984年 - 北京事務所を設立。
- 1985年 - 上海事務所を設立。
- 1991年 - 阪和（マレーシア）有限公司を設立。
- 1994年 - バンクーバー事務所を設立。
- 1994年 - 上海嘉日鋼板製品有限公司の設立に資本参加。
- 1995年 - 東莞鉄和金属制品有限公司の設立に資本参加。
- 1995年 - 阪和貿易(上海)有限公司を設立。
- 1995年 - 韓国阪和興業株式會社を設立。
- 1995年 - 長富不銹鋼中心(蘇州)有限公司に出資。
- 1995年 - 中山華日鋼管有限公司の設立に資本参加。
- 1996年 - 台湾阪和興業股_有限公司、高雄事務所を開設。
- 1996年 - 阪和（香港）有限公司、東莞事務所を開設。
- 1996年 - 寧波宝甬特鋼冷軋板公司に出資。
- 1997年 - FURUKAWA UNIC(Thailand)Co., Ltdの設立に資本参加。
- 1999年 - ハンワ・アメリカン・コーポレイション、カリフォルニア事務所を開設。
- 1999年 - SOHBI KOHGEI(PHILS),INC.を開設。
- 1999年 - 阪和（香港）有限公司、中山事務所（広東省）を開設。
- 2000年 - 大連事務所を開設。
- 2000年 - 青島事務所を開設 を開設。
- 2000年 - 阪和エコスチール株式会社を設立。
- 2000年 - ハンワ・カナダ・コーポレイションを設立。
- 2000年 - 福州事務所を開設。
- 2001年 - 重慶事務所を開設。
- 2002年 - 阪和（香港）有限公司、広州阪和貿易有限公司を開設。
- 2002年 - PT.ハンワ・インドネシアを開設。
- 2004年 - 中国・武漢事務所設立。
- 2004年 - 阪和スチールサービス（タイランド）を開設。
- 2005年 - ウィーン事務所開設。
- 2005年 - ホーチミン事務所開設。
- 2005年 - 南アフリカ・クロム事業への参画。
- 2005年 - 阪和スチールサービス（タイランド）稼動。
- 2005年 - 阪和鋼板加工（東莞）有限公司設立。
- 2005年 - ムンバイ事務所（現・Hanwa India Private Ltd.）開設。
- 2006年 - ドバイ事務所（現・HANWA MIDDLE EAST FZE）開設。
- 2007年 - ダンマン事務所開設。
- 2008年 - Hanwa India Private Ltd. ムンバイ事務所、ニューデリー事務所開設。
- 2008年 - Hanwa Europe B.V.設立。
- 2008年 - ハノイ事務所開設。
- 2008年 - PT.Hanwa Steel Service Indonesia設立。
- 2009年 - 中国支店を開設。
- 2009年 - ヨハネスブルク支店開設。
- 2009年 - Hanwa Europe B.V.ウィーン支店を開設。
- 2009年 - 米国にSanDiego Vista Steel Service Corporationを設立。
- 2009年 - 北関東営業所を開設。
- 2009年 - 韓国に釜山事務所を開設。
- 2009年 - マレーシアのNippon EGalv Steel Sdn. Bhd.に出資。
- 2010年 - 東京本社移転。
- 2010年 - 沖縄営業所を開設。
- 2010年 - 昭和メタル株式会社を子会社化。
- 2010年 - トーヨーエナジー株式会社の株式を取得。
- 2010年 - 大阪南港営業所を開設。
- 2011年 - インドにチェンナイ事務所を開設。
- 2011年 - 水戸営業所、厚木営業所、東北支店 八戸事務所を開設。
- 2011年 - すばる鋼材株式会社の株式を取得。
- 2013年 - 三栄金属株式会社の株式を取得。
- 2015年 - 東京本社移転。
- 2018年 - 会社分割の方法により、ブリヂストン化工品ジャパン株式会社の冷蔵倉庫向け防熱工事事業を承継[3]。
- 2025年 - 子会社ハローズの全株式をGENDA GiGO Entertainmentへ譲渡[4]。

## 社名の由来
会社設立にあたり占領下にあって進駐軍関係や官庁納入の折衝が多かった関係で「産業」とするか「興業」とするか熟慮した結果、終戦後の混乱期であればこそ大いに業を興す決意を明らかにし、また将来関連の生産部門へ進出する際の都合も勘案して、まず「興業」を決定した。
次に、大阪で創業するので頭文字を「阪」にした。「和」の字は、毛利元就 の故事にちなむ三本の矢の強さと和を示すと共に、創業時の年号「昭和」と、創業者たちのゆかりの地「和歌山」にも通じている。
こうして、「大阪で誕生し社内強調融和団結で、大いに業を興す」という願いを込めて、1947年に社名を阪和興業株式会社と定めた。

## 事業
条鋼・建材
異形棒鋼、ネジ鉄筋、機械式継ぎ手、高張力フープ、エポキシ（塗装）鉄筋、ステンレス鉄筋、製鋼原料、鋼管杭、鋼管矢板、鋼矢板、セメント、生コン、加工切断、H形鋼、山形鋼、溝形鋼、軽量形鋼、鋼管、コラム、軌条、平鋼、覆工板、溶接H形鋼、スプライスプレート、四面BO、鉄骨工事、屋根工事、外壁工事、ALC工事、デッキ工事、内装工事、木工事他
線材・特殊鋼
構造用合金鋼、ステンレス鋼、その他特殊用途鋼、磨棒鋼（丸／角／平）、普通線材製品、特殊線材製品、鋲螺製品、鍛造品、鋳造品、切削品、その他特殊鋼加工品
鋼板
厚板、中板、熱延鋼板、冷延鋼板、表面処理鋼板、電磁鋼板、ステンレス鋼板、住宅資材、スチールハウス、鋼製パレット、鋼製地下室
金属原料・非鉄金属
銅、アルミニウム、亜鉛、鉛、錫、貴金属スクラップ、フェロクロム、フェロシリコン、シリコマンガン、金属マンガン、クロム鉱石、ステンレススティール・スクラップ、ニッケル地金、ニッケル、コバルト、モリブデン、タングステン、チタン等の特殊金属スクラップ及びプライマリー原料、金属シリコン、マグネシウム、マグネシウム合金、モジュール、セル、ウエファー、インゴット、ポリシリコン、シリコンスクラップ、その他太陽電池付帯設備や副資材
食品
エビ、カニ、サケ、サバ、アジ、シシャモ、カズノコ、鶏肉　等
エネルギー
ガソリン、軽油、重油、LNG、LPG、石炭、コークス、船舶用燃料、PKS、木質ペレット 等
化学品
・機能化学品(合成油、添加剤、溶剤、界面活性剤、化粧品原料等)
・バイオケミカル(油脂、脂肪酸、エステル、バイオプラ、バイオナフサ等)
・基礎化学品(尿素、メラミン、肥料原料等）

生活資材・紙料
PE、PP、レジ袋、ゴミ袋、金属合紙、古紙、RPF
木材
ハウスメーカー・ホームセンター向け製材品、集成材用製材品、型枠用合板、一般合板、構造用合板
機械
水流ライド・スライダー、音楽噴水、フォームファクトリー（ボール遊具）、ワイルドマウス（ローラーコースター）、開先・穴あけ・切断・フォーミングライン・ショットブラストなどの鉄鋼加工機械、及びホットライン・酸洗ライン・めっきライン・カラーラインなどの製鉄機械、クレーン等の搬送設備、オゾン発生装置、減容機、破砕機 、切断機、各種磁選機、集塵機、脱臭機、ゴミクレーン、各種コンベア

環境事業
焼却炉解体事業、 有害物質無害化事業、 リサイクル事業

## 阪和育英会
財団法人阪和育英会は、阪和興業の会社創立10周年記念事業として、1957年4月に設立された。阪和興業の創業者で初代理事長であった北二郎は、自身が進学に当たり苦学した経験があり、奨学金を出して経済的軽減を図り、「我が国社会に有為な人材を育成したい」との念願で、当時会社の資本金が1億円の時に1000万円を投じて阪和育英会を設立した。
その後、今日までに1000名近い奨学生に奨学支援を行ってきており、財団の正味財産も2009年度には5億4000万円にまで増加している。

## 関連会社
- 阪和流通センター東京
- 阪和流通センター大阪
- 阪和流通センター名古屋
- 阪和スチールサービス
- 阪和エコスチール
- 太洋鋼材
- 大鋼産業
- エスケーエンジニアリング
- 山東鋼材
- トーハンスチール
- ファブコン九州
- ダイコースチール
- 三重鋼業
- すばる鋼材
- カネキ
- 廣内圧延工業
- 三栄金属
- 北陸コラム
- 昭和メタル
- 松岡鋼材
- 阪和メタルズ
- トーヨーエナジー
- 西部サービス
- ハンワフーズ
- ハローズ
- 阪和アルファビジネス

## 映像
- NHKスペシャル『戦後70年 ニッポンの肖像』豊かさを求めて　第2回“バブル”と“失われた20年”　何が起きていたのか（2015年5月31日 放映）- 阪和興業と山一證券の違法取引について